# Guy Paré
Pour les articles homonymes, voir Paré.
Guy Paré, mort en 1206, est abbé et général de l'ordre de Citeaux, cardinal, légat, archevêque de Reims.

## Biographie
Guy Paré est abbé et général de l'ordre de Citeaux pendant douze années. Il a prescrit la lecture d'une prière pour le succès de la troisième croisade. Il était déjà cardinal de Sainte-Marie-du-Trastevere depuis septembre 1190 et légat du Saint-Siège en Allemagne pour confirmer l'élection de Otton VI comme empereur, lorsqu'il fut nommé, le 6 juillet 1204, 53e archevêque de Reims par le pape Innocent III. Par cette nomination il devenait également pair de France.
En 1205, le même pape lui confirma le privilège de sacrer les rois de France, et rappelle par une bulle de la même date que les comtes de Champagne sont les vassaux de l'archevêque de Reims, pour Épernay, Fismes, Châtillon-sur-Marne, Vertus, et Vitry-en-Perthois. Il a participé aux élections des papes Célestin III et Innocent III. Il meurt, en 1206, de la peste, à Liège, lors d'une mission en tant que légat et est inhumé à Citeaux.